# Franc Pohole
Franc Pohole, slovenski slikar, * 8. september 1920, Gaberje, Ajdovščina, † 27. december 1993, Brooklyn, Združene države Amerike.

## Življenje in delo
Rodil se je v družini trgovca Florijana in gospodinje Amalije Pohole rojene Makovec. Po otrokovem rojstvu se je družina preselila v Trst, nato pa v Planino pri Postojni, kjer je oče odprl trgovino. Tu je Franc najbrž hodil v osnovno šolo, v letih 1934-1937 pa se je šolal pri trapistih v Banji Luki, nato na Trgovski akademiji v Ljubljani (1937-1940) in na Univerzi v Ljubljani (1940-1941).
Med vojno mu je Gestapo ustrelil brata, partizani pa očeta. Sam je delal za zaveznike in bil po vojni nekaj časa prevajalec pri zavezniški armadi v Trstu. Tu se je leta 1947 poročil in se 1948 odselil v Argentino. Veliko je potoval po raznih deželah in se naučil 16 jezikov. Ob študiju je delal in 1962 na Univerzi v Buenos Airesu diplomiral iz političnih ved. Po diplomi se je z družino preselil v New York. Tu se je posvetil slikarstvu. Slike je ustvarjal samo s prsti. Z nadarjenostjo je dosegel, da se je ta umetnost uveljavila tudi drugod po svetu, on sam pa ima kot odličen slikar te smeri v ameriškem slikarstvu posebno mesto. Vpisan je v knjigo tisoč najzaslužnejših Američanov, predsednik Ronald Reagan pa mu je podelil posebno priznanje za zasluge. Z veliko domišljije in spretnosti je slikal marine, pejsaže, tihožitja, ljudi in živali.